# Danmarks ambassade i Rom
Danmarks ambassade i Rom er Danmarks diplomatiske repræsentation i Italien, Malta og San Marino. Ambassaden blev etableret i 1922, og er i dag beliggende på Via dei Villini i Roms centrum. Ambassaden arbejder for at fremme og beskytte danske interesser i Italien, Malta og San Marino og styrke de bilaterale relationer mellem Danmark og Italien, Malta og San Marino.
Ambassaden fungerer også som Danmarks faste delegation til FN-institutionerne FAO, IFAD og WFP, der alle har hovedsæde i Rom.

## Historie
Danmark og Italien har haft diplomatiske relationer siden 1861, da Italien blev samlet som nation. I 1922 blev den danske ambassade etableret i Rom, og siden da har ambassaden arbejdet for at fremme de bilaterale relationer mellem Danmark og Italien.

## Aktiviteter og samarbejde
Danmarks ambassade i Rom arbejder for at styrke de bilaterale relationer mellem Danmark og Italien. Ambassaden samarbejder med italienske myndigheder og virksomheder for at fremme handel, kultur og politiske relationer mellem de to lande. Ambassaden har også et tæt samarbejde med den danske turistindustri for at promovere Danmark som turistdestination for italienske rejsende.